# Goya/Bester Nachwuchsdarsteller

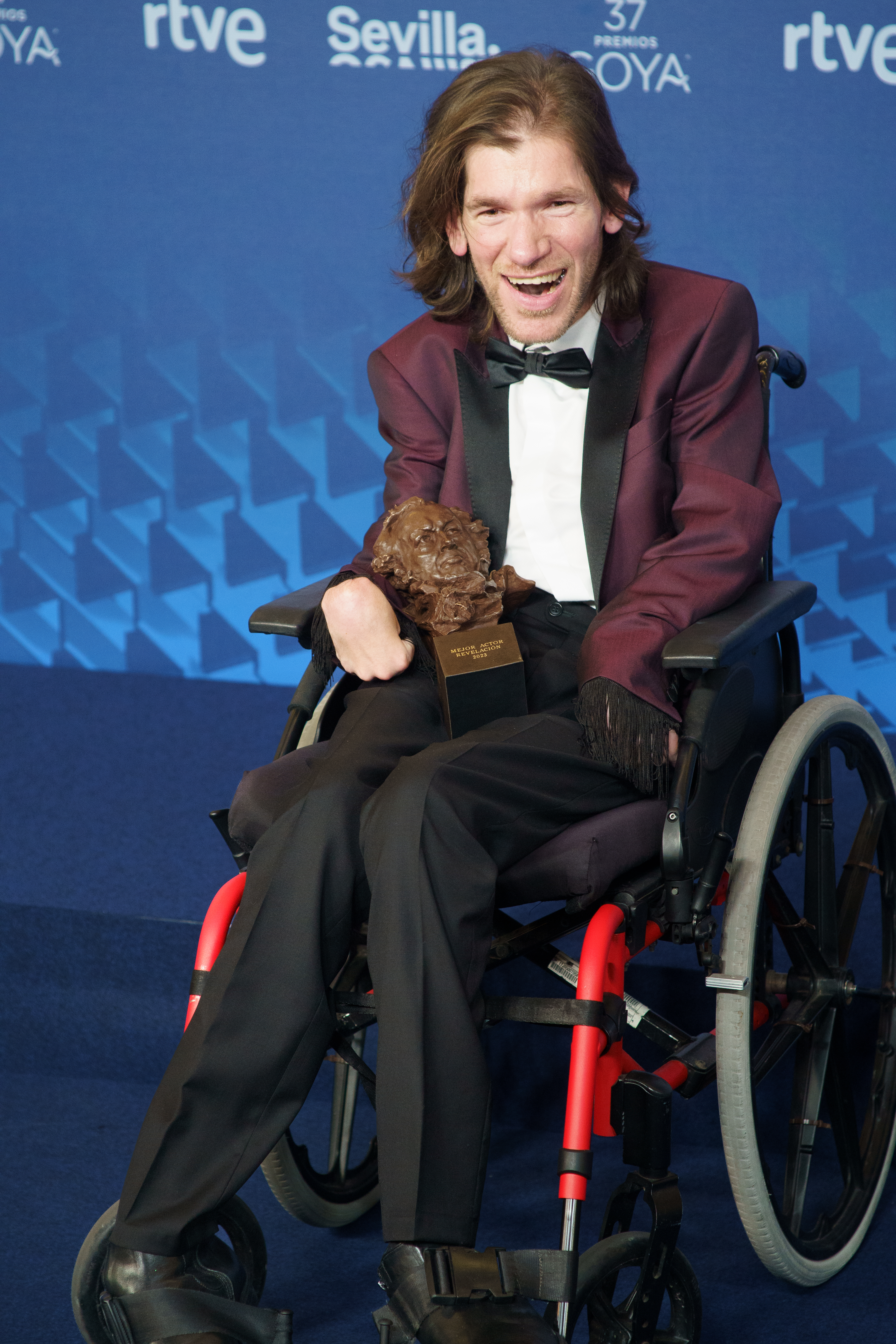
Der Preisträger von 2023: Telmo Irureta

Gewinner und Nominierte für den spanischen Filmpreis Goya in der Kategorie Bester Nachwuchsdarsteller (Mejor actor revelación) seit der Verleihung im Jahr 1995, bei der erstmals der Goya in dieser Kategorie vergeben wurde. Ausgezeichnet werden die besten Nachwuchsschauspieler einheimischer Filmproduktionen (auch spanische Koproduktionen) des jeweils vergangenen Jahres.
Im Jahr 2013 war mit Tom Holland (für The Impossible) erstmals ein nicht-spanischsprachiger Schauspieler in dieser Kategorie nominiert.

## 1990er Jahre
1995
Saturnino García – Justino – Der Mordbube (Justino, un asesino de la tercera edad)
- Coque Malla – Todo es mentira
- Pepón Nieto – Deine Zeit läuft ab, Killer (Días contados)

1996
Santiago Segura – El día de la bestia
- Juan Diego Botto – Treffpunkt Kronen-Bar (Historias del Kronen)
- Carlos Fuentes – Antártida

1997
Fele Martínez – Tesis – Der Snuff-Film
- Emilio Buale – Bwana
- Liberto Rabal – Tranvía a la Malvarrosa

1998
Andoni Erburu – Geheimnisse des Herzens (Secretos del corazón)
- Manuel Manquiña – Airbag – Jetzt knallt’s richtig! (Airbag)
- Fernando Ramallo – Carreteras secundarias

1999
Miroslav Táborský – Das Mädchen deiner Träume (La niña de tus ojos)
- Ernesto Alterio – Los años bárbaros
- Javier Cámara – Torrente – Der dumme Arm des Gesetzes (Torrente, el brazo tonto de la ley)
- Tristán Ulloa – Mensaka

## 2000er Jahre
2000
Carlos Álvarez-Nóvoa – Solas
- Eduard Fernández – Los lobos de Washington
- Manuel Lozano – La lengua de las mariposas
- Luis Tosar – Blumen aus einer anderen Welt (Flores de otro mundo)

2001
Juan José Ballesta – El bola
- Javier Batanero – Leo
- Jordi Vilches – Krampack

2002
Leonardo Sbaraglia – Intacto
- James Bentley – The Others
- Biel Durán – Más pena que gloria
- Rubén Ochandiano – Silencio roto

2003
José Ángel Egido – Montags in der Sonne (Los lunes al sol)
- Roberto Enríquez – El alquimista impaciente
- Carlos Iglesias – El caballero Don Quijote
- Guillermo Toledo – Bedside Stories (El otro lado de la cama)

2004
Fernando Tejero – Días de fútbol
- Víctor Clavijo – El regalo de Silvia
- Óscar Jaenada – Das Novembermanifest (Noviembre)
- Juan Sanz – La vida mancha

2005
Tamar Novas – Das Meer in mir (Mar adentro)
- José Luis García Pérez – Der Club der Bären (Cachorro)
- Nilo Mur – Héctor
- Jorge Roelas – Tiovivo c. 1950

2006
Jesús Carroza – 7 Jungfrauen (7 vírgenes)
- Luis Callejo – Princesas
- Pablo Echarri – Die Methode – El Método (El método)
- Álex González – Segundo asalto

2007
Quim Gutiérrez – Dunkelblaufastschwarz (AzulOscuroCasiNegro)
- Alberto Amarilla – El camino de los ingleses
- Javier Cifrián – El próximo Oriente
- Walter Vidarte – Die Nacht der Sonnenblumen (La noche de los girasoles)

2008
José Luis Torrijo – Einsame Fragmente (La soledad)
- Óscar Abad – El prado de las estrellas
- Gonzalo de Castro – Susos Turm (La torre de Suso)
- Roger Príncep – Das Waisenhaus (El orfanato)

2009
El Langui – El truco del manco
- Luis Bermejo – Una palabra tuya
- Álvaro Cervantes – El juego del ahorcado
- Martiño Rivas – Los girasoles ciegos

## 2010er Jahre
2010
Alberto Ammann – Zelle 211 – Der Knastaufstand (Celda 211)
- Fernando Albizu – Gordos – Die Gewichtigen (Gordos)
- Gorka Otxoa – Pagafantas
- Pablo Pineda – Me too – Wer will schon normal sein? (Yo, también)

2011
Francesc Colomer – Pa negre
- Juan Carlos Aduviri – Und dann der Regen (También la lluvia)
- Manuel Camacho – Wolfsbrüder (Entrelobos)

2012
Jan Cornet – Die Haut, in der ich wohne (La piel que habito)
- Marc Clotet – La voz dormida
- Adrián Lastra – Primos
- José Mota – La chispa de la vida

2013
Joaquín Núñez – Kings of the City (Grupo 7)
- Emilio Gavira – Blancanieves
- Tom Holland – The Impossible (Lo imposible)
- Àlex Monner – Els nens salvatges

2014
Javier Pereira – Stockholm
- Patrick Criado – La gran familia española
- Hovik Keuchkerian – Scorpion: Brother. Skinhead. Fighter. (Alacrán enamorado)
- Berto Romero – Drei Hochzeiten zu viel (3 bodas de más)

2015
Dani Rovira – 8 Namen für die Liebe (Ocho apellidos vascos)
- Jesús Castro – El Niño – Jagd vor Gibraltar (El Niño)
- Israel Elejalde – Magical Girl
- David Verdaguer – 10.000 km

2016
Miguel Herrán – A cambio de nada
- Manuel Burque – Requisitos para ser una persona normal
- Fernando Colomo – Isla Bonita – Die schöne Insel (Isla bonita)
- Álex García – La novia

2017
Carlos Santos – Paesa – Der Mann mit den tausend Gesichtern (El hombre de las mil caras)
- Ricardo Gómez – 1898. Los últimos de Filipinas
- Raúl Jiménez – Tarde para la ira
- Rodrigo de la Serna – Jeder gegen jeden (Cien años de perdón)

2018
Eneko Sagardoy – Handia
- Santiago Alverú – Selfie
- Eloi Costa – Pieles – Du kannst nicht aus deiner Haut (Pieles)
- Pol Monen – Amar

2019
Jesús Vidal – Wir sind Champions (Campeones)
- Carlos Acosta – Yuli
- Moreno Borja – Carmen & Lola (Carmen y Lola)
- Francisco Reyes – Macht des Geldes (El reino)

## 2020er Jahre
2020
Enric Auquer – Auge um Auge (Quien a hierro mata)
- Santi Prego – Mientras dure la guerra
- Nacho Sánchez – Diecisiete
- Vicente Vergara – Der endlose Graben (La trinchera infinita)

2021
Adam Nourou – Adú
- Chema del Barco – El plan
- Matías Janick – Historias lamentables
- Fernando Valdivielso – Cross the Line – Du sollst nicht töten (No matarás)

2022
Chechu Salgado – Las leyes de la frontera
- Óscar de la Fuente – Der perfekte Chef (El buen patrón)
- Jorge Motos – Lucas
- Tarik Rmili – Der perfekte Chef (El buen patrón)

2023
Telmo Irureta – La consagración de la primavera
- Albert Bosch – Alcarràs – Die letzte Ernte (Alcarràs)
- Mikel Bustamante – Cinco lobitos
- Christian Checa – En los márgenes
- Jordi Pujol Dolcet – Alcarràs – Die letzte Ernte (Alcarràs)

2024
Matías Recalt – Die Schneegesellschaft (La sociedad de la nieve)
- Omar Banana – Te estoy amando locamente
- Brianeitor – Campeonex
- Julio Hu Chen – Chinas
- La Dani – Te estoy amando locamente

2025
Pepe Lorente – La estrella azul
- Cuti Carabajal – La estrella azul
- Cristalino – Segundo premio
- Daniel Ibáñez – Segundo premio
- Oscar Lasarte – ¿Es el enemigo? La película de Gila